# Феофіл (Бенделла)
Феофіл Бенделла або Бендела (* 8 травня 1814, м. Чернівці — † 21 липня 1875, Франтішкові-Лазне (Чехія)) — митрополит Буковини

## Біографія
Народився 8 травня 1814 року в сім'ї голови Чернівецького обласного суду. За національністю грек.
Закінчив Чернівецьку гімназію, а пізніше духовну семінарію.
За старанне навчання був направлений вчитися на теологічний факультет Віденського університету.
В 1836 році прийняв монашеський постриг з ім'ям Феофіл.
Після закінчення вивчення богословських наук в Віденському університеті повертається в рідне місто (1838), де стає інспектором Чернівецької духовної семінарії.
В 1840 році, після прийняття священного сану, призначається ректором цієї ж семінарії і займає цю посаду до 1857 року.
З 1875 — консисторський архимандрит і генеральний вікарій Буковинської митрополії.
Декретом імператора в листопаді 1873 року архімандрит Феофіл призначається митрополитом Буковини. Введення в сан єпископа відбулося в м. Сібіу 21 квітня 1874 року (митрополитом Прокопієм Івачковичем), а 11 травня цього ж року Феофіл Бендела був возведений на митрополичу кафедру в Чернівецькому кафедральному соборі Святого Духа.
21 липня 1875 раптово помер у місті Франтішкові-Лазне в Чехії.
Тіло померлого перевезено до м. Чернівці та поховано на міському кладовищі у спеціальній гробниці буковинських митрополитів.